# Ravage D.C.X.
Pour les articles homonymes, voir Ravage.
Ravage D.C.X. est un jeu vidéo de type rail shooter développé par Rainbow Studios et édité par Inscape (en), sorti en 1996 sur Windows.

## Accueil
- PC Team : 90 %[1]